# Precious Images
Precious Images é um filme de drama em curta-metragem estadunidense de 1986 dirigido e escrito por Chuck Workman, que faz uma compilação de filmes renomados dos Estados Unidos, como The Great Train Robbery (1903) e Rocky IV (1985). Venceu o Oscar de melhor curta-metragem em live action na edição de 1987.